# 2020年のサッカー
2020年のサッカーでは、2020年のサッカー関連の出来事をまとめる。
2019年のサッカー - 2020年のサッカー - 2021年のサッカー

## 出来事

### 1月
- 1日 - 【JFA】 天皇杯 JFA 第99回全日本サッカー選手権大会決勝が国立競技場で行われ、ヴィッセル神戸が鹿島アントラーズに2-0で勝利し、初優勝[1]。
- 12日 - 【JFA・高体連】 第28回全日本高等学校女子サッカー選手権大会決勝がノエビアスタジアム神戸で行われ、藤枝順心高等学校が神村学園高等部に1 - 0で勝利し、2年ぶり4回目の優勝[2]。
- 13日 -【JFA・高体連・民放43社】 第98回全国高校サッカー選手権大会決勝が埼玉スタジアム2002で行われ、静岡学園が青森山田に3 - 2で勝利し、24年ぶり2回目の優勝[3]。
- 20日
  - 【なでしこリーグ】 日テレ・ベレーザがチーム名を「日テレ・東京ヴェルディベレーザ」に変更し、クラブエンブレムも名義変更に合わせて新調することを発表[4]
  - 【JFL】鈴鹿アンリミテッドFCが、2月1日からチーム名を鈴鹿ポイントゲッターズに変更することを発表[5]。
- 26日(現地時間) - 【AFC】AFC U-23選手権2020決勝が タイバンコクラジャマンガラ・スタジアムで行われ、 韓国が サウジアラビアに延長戦の末、1 - 0で勝利して、初優勝[6]。
- 29日(現地時間) - 【AFC】中国・武漢で発生した新型コロナウイルスによる肺炎の感染拡大の影響でAFCチャンピオンズリーグの第1 - 3節のうち中国で開催予定だった試合をホームとアウェーを入れ替えることを決定[7]。
- 30日
  - 【Jリーグ】この日行われた理事会で入場者数の水増しを行ったJFL・奈良クラブに対して、Jリーグ百年構想クラブ資格の解除条件付き失格とすることを決定[8]。
  - 【中国】 新型コロナウイルス肺炎により、中国サッカー協会は中国スーパーリーグを含む国内の全カテゴリーの開幕を延期すると発表した[9]。

### 2月
- 4日(現地時間) - 【AFC】新型コロナウイルス肺炎により、AFCチャンピオンズリーグ・グループステージで中国チームが関わる1 - 3節の延期を発表[10]。
- 8日 - 【JFA・Jリーグ】FUJI XEROX SUPER CUP2020が埼玉スタジアム2002で行われ、ヴィッセル神戸が横浜F・マリノスに3 - 3の末、PK戦を3 - 2とし勝利。ヴィッセル神戸にとって初優勝となった[11]。
- 24日 - 【韓国】 新型コロナウイルス肺炎により、韓国プロサッカー連盟は2020年シーズンのKリーグ1（英語版）、Kリーグ2（英語版）開幕を暫定的に延期することを発表[12]。
- 25日
  - 【Jリーグ】この日行われた理事会で3月15日まで開催予定の2020明治安田生命Jリーグおよび2020JリーグYBCルヴァンカップのすべての試合について、新型コロナウイルス拡散防止のため開催延期を決定[13]。
  - 【Jリーグ】JリーグはJFLのいわきFC、ヴィアティン三重、FC大阪と関東サッカーリーグのVONDS市原、東京都社会人サッカーリーグの南葛SCをJリーグ百年構想クラブとして承認したことを発表[14]。
- 27日 -【JFL】この日行われた理事会で第22回JFL2020の第1節・第2節について、新型コロナウイルス拡散防止のため開催延期を決定[15]。

### 3月
- - 世界の各大陸における、新型コロナウイルス感染拡大防止に伴う開催延期等についての
- 2日
  - 【Jリーグ】Jリーグは日本野球機構（NPB）と共同で「新型コロナウイルス対策連絡会議」を設立し、3日に第1回目の会合を行うと発表[16]。
  - 【AFC】新型コロナウイルス肺炎の影響により、AFCチャンピオンズリーグ・グループステージ期間の延長と、決勝トーナメントの延期を東地区出場国の協会と合意に達したと発表(当該クラブ同士が合意すれば予定通り開催できる）[17]。
- 6日 -【JFA・U-23日本代表】新型コロナウイルス肺炎の影響により、国際親善試合2試合(3/27、3/30)の中止を発表[18]。
- 9日 -【Jリーグ】Jリーグは日本野球機構（NPB）と共同で設立した、「新型コロナウイルス対策連絡会議」が「延期が望ましい」と結論を出したのを受け18日に予定していた公式戦再開の再延期を全クラブと合意したと発表[19][20]。12日の実行委員会、臨時理事会を経て正式決定される。
- 10日
  - 【なでしこリーグ】新型コロナウイルス肺炎の影響により、2020プレナスなでしこリーグ1部および2部の第1節〜第2節の開催延期を発表[21]。
  - 【JFA・日本代表】日本サッカー協会、ミャンマーサッカー連盟、モンゴルサッカー連盟は、3月に開催を予定していたFIFAワールドカップカタール2022アジア2次予選兼AFCアジアカップ中国2023予選の2試合(3/26、3/31)について、新型コロナウイルス肺炎の影響により、延期を決定[22]。
- 12日 -【Jリーグ】Jリーグは実行委員会、臨時理事会を経て、3月18日（水）〜3月29日（日）に開催予定の2020明治安田生命Jリーグのすべての試合について、新型コロナウイルス拡散防止のため開催延期を決定[23]。
- 16日 -【JFL】この日行われた理事会で第22回JFL2020の第3節について、新型コロナウイルス拡散防止のため開催延期を決定[24]。
- 17日
  - 【UEFA】6月12日から行われる予定だったUEFA EURO 2020を新型コロナウイルス感染拡大防止の為、2021年6月に延期することを発表。EURO(ヨーロッパ選手権)の延期は史上初[25]。
  - 【CONMEBOL】6月12日から行われる予定だったコパ・アメリカ2020を新型コロナウイルス感染拡大防止の為、2021年6月に延期することを発表[25]。
- 18日 - 【Jリーグ】臨時実行委員会により、スケジュール面の競技場の不公平是正のため、J1・J2ともに降格制度を採用しないことで合意。また、J2・J3からの昇格は実施する予定[26]。
- 24日 - 【FIFA・IOC】COVID-19のパンデミック発生を受け、2020年3月24日に行われた日本政府の安倍首相とIOCのバッハ会長との電話会議で、2020年東京オリンピックの開催延期の決定と、遅くとも2021年夏までに開催することを発表[27]。延期はオリンピック史上初。
- 25日
  - 【Jリーグ】新型コロナウイルスの影響で4月3日以降のJリーグのうちJ1はルヴァンカップを含めて5月6日まで。J2は4月29日まで。J3は4月12日までのそれぞれの試合の延期を発表[28]。
  - 【なでしこリーグ】新型コロナウイルスの影響でなでしこリーグ1部、2部、チャレンジリーグ、なでしこリーグカップのうち4月4日～26日開催予定の全ての試合の延期を発表[29]。
  - 【JFL】新型コロナウイルスの影響で第22回JFL2020の第4節と5節の延期を発表[30]。

### 4月
- 3日 - 【Jリーグ】日本野球機構（NPB）と共同で設立した、「新型コロナウイルス対策連絡会議」及び臨時実行委員会を経て、Jリーグ村井チェアマンは設定していた再開の日程を白紙に戻すことを発表した[31]。
- 7日
  - 【JFA】日本サッカー協会が「5月末まで全ての主催事業を延期、または中止とする」方針を出した[32] ことを受け、5月23日・24日に開催予定の天皇杯1回戦の日程延期を発表[33]。
  - 【JFL】新型コロナウイルスの影響で第22回JFL2020の第6節の延期を発表[34]
- 8日 - 【Jリーグ】白紙としていた一部日程について、5月27日まで開催予定であった全ての公式戦123試合（J1 第13節-第15節、J2 第13節-第17節・J3 第7節-第10節・ルヴァンカッププレーオフステージ第1戦）の延期、およびその後の開催予定も「未定」と発表した[35]。
- 15日 - 【JFL】第22回JFLの大会方式を変更し、「ホームアンドアウェイ2回戦総当たり」（各チーム30試合）から「1回戦総当たり」（各チーム15試合）に変更し、第16節（7月18日）から開幕することを発表。またJFL15位、16位チームの地域リーグへの降格はなしとし、全国地域サッカーチャンピオンズリーグの1位、2位チームを自動昇格することを併せて発表。これにより2021年の第23回日本フットボールリーグは最大18チームで実施予定[36]。
- 23日 - 【JFA】日本サッカー協会は、天皇杯 JFA 第100回全日本サッカー選手権大会の開催方式変更を発表。出場チームをJ1の上位2チーム、アマチュアシードチームおよび各都道府県代表47チーム（Jリーグ加盟クラブは除く）の合計50チームとし、9月16日に開催する予定。5月の理事会を経て正式決定となる[37]。
- 24日 - 【オランダ】オランダサッカー協会は、新型コロナウイルス肺炎により中断していた1部エールディヴィジ（英語版）、2部エールステ・ディヴィジ（英語版）、女子エールディヴィジ（英語版）の打ち切りを発表した。優勝クラブは決めず、昇降格も行われない[38]。
- 28日 - 【なでしこリーグ】プレナスなでしこリーグ1部、2部の開幕を6月28日（日）まで延期することが決定。併せて2020プレナスなでしこリーグカップの開催中止も決定[39]。
- 30日 - 【リーグ・アン】フランス・プロリーグ機構（LFP）は4月30日、1部リーグ・アンと2部リーグ・ドゥ（英語版）の2019-20シーズン打ち切りを正式に発表。この結果、リーグ・アンはパリ・サンジェルマンの3年連続9度目の優勝が決定[40]。

### 5月
- 7日（現地時間） - 【ブンデスリーガ】ドイツサッカーリーグ（DFL）はブンデスリーガが5月16日から再開されることを正式発表[41]。
- 12日（現地時間） - 【FIFA】 国際サッカー連盟は、2020年に開催予定であった公式国際大会に関し、FIFA U-20女子ワールドカップ（コスタリカ／パナマ）を2021年1月20日 - 2月6日に、FIFA U-17女子ワールドカップ（インド）を2021年2月17日 - 3月7日に、FIFAフットサルワールドカップ（リトアニア）を2021年9月12日 - 10月3日として当初の日程から延期する変更を行ったことを発表した[42]。
- 29日 - 【Jリーグ】Jリーグは、新型コロナウイルスの影響により試合開催を延期している2020明治安田生命Jリーグについて、7月4日からJ1リーグを再開、6月27日からJ2リーグを再開、J3リーグを開幕することを決定[43]。

### 6月
- 2日 - 【なでしこリーグ】2020プレナスなでしこリーグ1部、2部の開幕を7月18日（土）に、2020プレナスチャレンジリーグの開幕を8月22日(土)とすることが決定[44]。
- 3日 - 【JFA】日本サッカー協会はオンライン記者発表会を開催し、2021年秋に開幕する日本初の女子プロサッカーリーグの名称「WEリーグ」とロゴ、リーグの理念、ビジョン、大会方式を発表した[45]。
- 5日 - 【Jリーグ】Jリーグは臨時理事会を開催し、J1は12月19日まで、J2・J3は12月20日までの開催期間とすること等、開催方式の変更内容を発表[46]。また、J3に参加を予定していたFC東京U-23の参加辞退を承認し、J3は「18チーム・2回戦総あたり（全34節・306試合）」での開催に変更することも発表[47]。更に2020JリーグYBCルヴァンカップの、グループステージを1回戦総当たりのリーグ戦に変更し、各グループの1位チームの4チームと2位チーム内の上位1チームおよびAFCチャンピオンズリーグ2020出場3チームの計8チームにて1試合制のトーナメント戦によるプライムステージを行うこと等、大会方式の変更内容も発表[48]。
- 15日 - 【Jリーグ】Jリーグは、6月27日（土）以降の2020明治安田生命Jリーグ（J1・J2・J3）および2020JリーグYBCルヴァンカップの日程について発表[49]。また、2020シーズンの「Jユースカップ」 および「Jリーグインターナショナルユースカップ」 の開催中止を発表[50]。
- 16日（現地時間） - 【ブンデスリーガ】ブンデスリーガ第32節で1位バイエルン・ミュンヘンはブレーメンに1 - 0で勝利し、8シーズン連続30回目の優勝[51]。
- 18日 - 【JFA】日本サッカー協会は第7回理事会を開催し、天皇杯 JFA 第100回全日本サッカー選手権大会の新方式を正式決議した。4月23日の発表分からJ2・J3からそれぞれ1チーム参加、当初の88チームから52チームに削減、7回戦制から8回戦制へと変更されたこと等を発表[52]。
- 19日 - 【JFA】高円宮杯 JFA U-18サッカープレミアリーグ 2020、プレミアリーグ 2020 ファイナル及びプレミアリーグ 2020 プレーオフの開催中止が決定。代替大会として2020年8月以降、高円宮杯 JFA U-18サッカープリンスリーグにU-18プレミアリーグ傘下の20チームが加わった形で開催される「合同リーグ（仮称）」を開催することを発表[53]。
- 22日 - 【JFA】日本サッカー協会は2023 FIFA女子ワールドカップの招致活動から撤退することを発表[54]。
- 23日 - 【Jリーグ】この日行われた理事会で入場者数の水増しでJリーグ百年構想クラブ資格の解除条件付き失格のJFL・奈良クラブに対して、Jリーグ百年構想クラブとして再認定することを決定[55]。
- 25日（現地時間） 
  - 【FIFA】2023年に行われるFIFA女子ワールドカップの開催地をオーストラリアとニュージーランドの共催とすることを決定[56]。
  - 【プレミアリーグ】プレミアリーグ第31節で2位マンチェスター・シティはチェルシーに1 - 2で敗れ、前日に勝利した1位リヴァプールの30シーズンぶり19回目(プレミアリーグでは初)の優勝が決定[57]。

### 7月
- 16日
  - （現地時間）【リーガ・エスパニョーラ】リーガエスパニョーラ第37節で1位レアル・マドリードはビジャレアルに2 - 1で勝利し、3シーズンぶり34回目の優勝[58]。
  - 【Jリーグ・JFL】 2021年度のJ3昇格の入会案件の一部特例処置をとることを発表。今年度に限り「J3昇格を希望するJリーグ百年構想クラブの入会直前年度のJFL主催試合における、1試合平均の動員数」については適用せず、リーグ戦成績のみを基に判定することになった。ただし、これを適用するのは「JFLのリーグ戦がJFLの定めるリーグ戦成立要件を満たすこと」を条件とした[59]。
- 20日
  - 【JFA・全社】 10月17日～21日に三重県で開催予定だった第56回全国社会人サッカー選手権大会は新型コロナウィルスの感染拡大の影響で中止となることが決定[60]
  - （現地時間）【フランス・フットボール】 フランス・フットボールは2020年のバロンドールを新型コロナウィルスの影響で公正な条件が十分でないとして授与しないと発表[61]。
- 26日
  - 【Jリーグ】この日に行われる予定だった明治安田生命J1リーグ第7節サンフレッチェ広島 vs 名古屋グランパス戦（エディオンスタジアム広島）が名古屋グランパスの選手、スタッフ3人が新型コロナウイルス感染症の検査で陽性であることが確認されたため中止とすることを発表[62]。
  - （現地時間）【セリエA】セリエA第36節で1位ユヴェントスはサンプドリアに2 - 0で勝利し、9シーズン連続36回目の優勝[63]。

### 8月
- 2日 - 【Jリーグ】この日に行われる予定だった明治安田生命J2リーグ第9節大宮アルディージャ vs アビスパ福岡戦（NACK5スタジアム大宮）がアビスパ福岡の選手1名が新型コロナウイルス感染症の検査で陽性の可能性が非常に高いと判断され、医師による陽性診断がなされた場合に、試合開催前に濃厚接触者の特定ができないことが確認されたため、中止を発表[64]。
- 3日 - 【Jリーグ・JFL】JFL・東京武蔵野シティFCがJリーグ百年構想クラブから脱退することを発表[65]。
- 12日 - 【Jリーグ】J1・サガン鳥栖で金明輝監督をはじめ、選手スタッフ10名が新型コロナウイルスの陽性の診断結果が出たため、この日行われる予定だったYBCルヴァンカップグループステージのサンフレッチェ広島 vs サガン鳥栖戦（エディオンスタジアム広島）の延期（その後中止）を発表[66][67]。
- 13日 - 【Jリーグ】J1・サガン鳥栖の新型コロナウイルスのクラスター感染発生に伴い、8月15日 - 23日に行われる予定だった明治安田生命J1リーグ第10節 - 12節のサガン鳥栖絡みの3試合の延期を発表[68]。
- 19日 - 【JFL】JFL・東京武蔵野シティFCの選手1人が新型コロナウイルスに感染したため、8月23日に開催予定だった、JFL第17節のラインメール青森FC vs 東京武蔵野シティFC戦の延期を発表[69]。さらにチーム活動が8月17日～26日まで自粛のため、8月30日に開催予定だったJFL第18節のヴェルスパ大分 vs 東京武蔵野シティFC戦の延期も発表[70]。
- 21日
  - 【Jリーグ】J1・サガン鳥栖の新型コロナウイルスのクラスター感染でサガン鳥栖が8月25日まで活動自粛の影響で試合までに十分な活動期間を設けることが困難であると判断したため、8月29日に開催予定だった明治安田生命第13節のサガン鳥栖 vs 湘南ベルマーレ戦（Shonan BMWスタジアム平塚）の延期を発表[71]。
  - 【UEFA】UEFAヨーロッパリーグ 2019-20 決勝が ドイツ・ケルンのミュンゲルスドルファー・シュタディオンで行われ、セビージャがインテルに3 - 2で勝利し、4シーズンぶり6回目の優勝[72]。
- 22日 - 【Jリーグ】明治安田生命J3リーグ第11節の福島ユナイテッドFC vs FC岐阜戦（郡山西部サッカー場）は前半45分だけで行い、その後雷雨のため中止[73]。
- 23日（現地時間） - 【UEFA】UEFAチャンピオンズリーグ 2019-20 決勝が( ポルトガル・リスボンのエスタディオ・ダ・ルスで行われ、バイエルン・ミュンヘンがパリ・サンジェルマンに1 - 0で勝利し、7シーズンぶり6回目の優勝[74]。
- 29日 - 【Jリーグ】明治安田生命J3リーグ第12節のカターレ富山 vs ヴァンラーレ八戸戦（富山県総合運動公園陸上競技場）は雷雨の影響で中止[75]。
- 30日 - 【Jリーグ】明治安田生命J3リーグ第12節のFC岐阜 vs ブラウブリッツ秋田戦（岐阜メモリアルセンター長良川競技場）は雷雨の影響で中止[76]。

### 9月
- 1日
  - 【Jリーグ】9月2日に開催予定だった明治安田生命J3リーグ第13節鹿児島ユナイテッドFC vs いわてグルージャ盛岡戦（白波スタジアム)は台風9号の影響により中止。9月3日に開催することを発表[77]。
  - 【なでしこリーグ】ベガルタ仙台はなでしこリーグのマイナビベガルタ仙台レディースの経営権をマイナビへ譲渡することを発表[78]。
- 4日 - 【Jリーグ】9月6日に開催予定だった明治安田生命J3リーグ第14節鹿児島ユナイテッドFC vs ヴァンラーレ八戸戦（白波スタジアム)とロアッソ熊本 vs AC長野パルセイロ戦（えがお健康スタジアム）は台風10号の影響により中止。鹿児島 vs 八戸戦は9月8日に、熊本 vs 長野戦は9月9日にそれぞれ開催することを発表[79][80]。
- 10日 - 【AFC】アジアサッカー連盟はACL東地区の日程を11月15日 - 12月13日に、決勝戦は西地区で12月19日にそれぞれ変更。またAFC U-19選手権とAFC U-16選手権を2021年初旬に延期、AFCフットサル選手権を12月2日 - 13日に開催変更。なおUAEで開催予定だったAFCフットサルクラブ選手権2020は中止が決定[81]。
- 15日 - 【Jリーグ】この日行われた理事会で2021年シーズンにJ3クラブライセンスの申請があったクラブ6チーム全てに交付することを決定。いわきFC、ヴィアティン三重、FC大阪、テゲバジャーロ宮崎には初交付[82]。
- 17日 - 【Jリーグ】J3・ブラウブリッツ秋田が2014年シーズン開幕戦から2019シーズン開幕戦までのホームゲーム全85試合において入場者数を水増しして発表していたとして、Jリーグは罰金400万円の懲罰処分を発表[83]。
- 22日 - 【Jリーグ】J1・ヴィッセル神戸はトルステン・フィンク監督が9月21日付で退任したことを発表[84]。
- 24日 - 【Jリーグ】J1・ヴィッセル神戸はスポーツダイレクターの三浦淳寛が監督に就任したことを発表[85]。また、林健太郎がヘッドコーチ[85]、平野孝がスポーツダイレクターに就任したことも合わせて発表している[86]。
- 25日
  - 【Jリーグ】J2・松本山雅FCは布啓一郎監督を解任し[87]、編成部長の柴田峡が監督に就任したことを発表[88]。
  - 【Jリーグ】J3・FC岐阜は休養していたゼムノビッチ・ズドラヴコ監督との契約を解除し、ヘッドコーチの仲田建二が監督に就任したことを発表[89]。
- 28日 - 【JFA・Jリーグ】2021年シーズンのJリーグ参加資格となるJ1・J2クラブライセンスの審査結果が発表。水戸は施設基準の例外適用申請により新たにJ1ライセンスを取得。岩手・相模原・藤枝、今治も施設基準の例外適用申請により新たにJ2ライセンスを取得。また今治は昇格のための順位要件を充足できなかった場合(＝スタジアムの短期改修工事を行わないことが確定した場合)、J2クラブライセンスからJ3クラブライセンス付与へ変更される条件付きJ2ライセンスを取得[90]。

### 10月
- 2日 - 【Jリーグ】J2・ジュビロ磐田はフェルナンド・フベロ監督の退任と後任の監督に鈴木政一強化本部長が就任することを併せて発表[91][92]。
- 13日 - 【Jリーグ】この日行われた理事会で2021年シーズンJ3クラブライセンスの審査結果が発表。申請のあった4クラブのクラブライセンスの交付を決定[93]。
- 15日 - 【WEリーグ】2021年秋に開幕予定のWEリーグに参入する11チームを発表。11チームはマイナビ仙台レディース、浦和レッドダイヤモンズレディース、大宮アルディージャ、ちふれASエルフェン埼玉、ジェフユナイテッド市原・千葉レディース、日テレ・東京ヴェルディベレーザ、ノジマステラ神奈川相模原、AC長野パルセイロ・レディース、アルビレックス新潟レディース、INAC神戸レオネッサ、サンフレッチェ広島[94]。

### 11月
- 1日 - 【Jリーグ】J1・清水エスパルスはピーター・クラモフスキー監督との契約を解除し、後任の監督に平岡宏章コーチの就任をそれぞれ発表[95][96]。
- 2日 - 【Jリーグ】11月3日に行われる予定だった明治安田生命J1リーグ第26節・ベガルタ仙台 vs 柏レイソル戦（ユアテックスタジアム仙台）は柏レイソルの選手1人に新型コロナウイルス感染症の検査で陽性の診断があり、検査結果が得られていない2名がおり濃厚接触疑い者を特定するプロセスが試合開催までにとれないことが確認されたため中止を発表[97]。代替開催日は12月1日[98]。
- 4日 - 【Jリーグ】11月7日に行われる予定だったJリーグYBCルヴァンカップ決勝、FC東京 vs 柏レイソル戦（国立競技場）は柏レイソルで新型コロナのクラスター感染が発生したために中止することを発表[99]。決勝は2021年1月4日[100]。
- 7日 - 【Jリーグ】11月14日に行われる予定だった明治安田生命J1リーグ第27節・柏レイソル vs 大分トリニータ戦（三協フロンテア柏スタジアム）柏レイソルにて新型コロナのクラスター感染が発生したために中止することを発表[101]。代替開催日は12月9日[102]。
- 8日 - 【なでしこリーグ】なでしこリーグ1部第16節浦和レッズ・レディースが愛媛FCレディースを5-1で下し6年ぶり3回目の優勝[103]。
- 15日 - 【Jリーグ】この日に行われる予定だった明治安田生命J2リーグ第34節愛媛FCvsヴァンフォーレ甲府戦（ニンジニアスタジアム）は愛媛FCにて選手1名が新型コロナウイルス感染症の検査で陽性判定となったこと及び、保健所より選手4名・トップチームスタッフ1名が濃厚接触者と指定されたことを受け、中村時広愛媛県知事より愛媛FCへ、正式に試合中止についての強い要請があったため、試合中止を決定[104]。代替開催日は12月9日[105]。
- 17日（現地時間） - 【FIFA】当初2020年に開催予定だった2020 FIFA U-17女子ワールドカップと2020 FIFA U-20女子ワールドカップを開催そのものの中止を発表。次回2022年大会の開催地はそれぞれそのまま引き継がれることも併せて発表。また12月にカタールで開催される予定だったFIFAクラブワールドカップ2020は2021年2月1日 - 11日に延期されることも発表[106][107]。
- 18日 - 【Jリーグ】この日に行われた明治安田生命J3リーグ第28節ガンバ大阪U‐23vsブラウブリッツ秋田戦（パナソニックスタジアム）でブラウブリッツ秋田が2－0でガンバ大阪U‐23を下しJ3 2位以内が確定し来シーズンのJ2昇格が決定、その後2位のAC長野パルセイロが0－1でガイナーレ鳥取に敗れJ3優勝も決定。[108]
- 21日 - 【JFL】JFL第29節で1位ヴェルスパ大分は鈴鹿ポイントゲッターズに2 - 2の引分けになったが、2位ソニー仙台はホンダロックに1 - 4で負けたため、ヴェルスパ大分がJFL初優勝[109]。
- 22日 - 【JFL】JFL第29節で21日に3位テゲバジャーロ宮崎はFCマルヤス岡崎に4 - 0に勝利。この日行われた6位いわきFCと7位ヴィアティン三重は1 - 1の引分けに終わり、この結果テゲバジャーロ宮崎はJリーグ加盟条件となるJFL4位以内を確定させ、2021年からのJ3参入が決定[110]。
- 23日 - 【JFA・地域】全国地域サッカーチャンピオンズリーグ2020決勝ラウンド第3日で1位FCティアモ枚方が2位栃木シティFCと0 - 0で共に勝ち点5。3位FC刈谷は4位北海道十勝スカイアースに3-0で勝利し、勝ち点5としたが、得失点差でFCティアモ枚方が1位でFC刈谷が2位となり、2021年のJFL昇格条件となる2位以内が確定。枚方は初の、刈谷は2009年以来12年ぶりのJFL昇格[111]。
- 25日 - 【Jリーグ】明治安田生命J1リーグ第29節で1位川崎フロンターレは2位ガンバ大阪に5 - 0で勝利し、2年ぶり3回目の優勝。4試合を残しての優勝は史上初[112]。
- 27日（現地時間） - 【CAF】CAFチャンピオンズリーグ2019-20決勝がエジプト・カイロで行われ、アル・アハリがアル・ザマレクに2 - 1で勝利し、7年ぶり9回目の優勝[113]。

### 12月
- 4日（現地時間） - 【FIFA】2021年6月～7月に中国で行われる予定だったFIFAクラブワールドカップ2021を2021年12月に開催地を日本に変更して行われることを発表。併せて大会方式も24チーム参加から従来の7チーム参加に変更することも発表[114]。
- 8日 - 【JFL】JFL理事会で全国地域サッカーチャンピオンズリーグ2020優勝のFCティアモ枚方と準優勝のFC刈谷のJFL入会が正式に承認[115]。
- 16日 - 【Jリーグ】明治安田生命J2リーグ第41節で1位徳島ヴォルティスは大宮アルディージャに1 - 0で勝利し、2014年以来7年ぶり2度目のJ1昇格が決定。また2位アビスパ福岡は愛媛FCに2 - 0で勝利。3位V・ファーレン長崎はヴァンフォーレ甲府に1 - 1の引分けとなったため、アビスパ福岡が2016年以来5年ぶり5度目のJ1昇格が決定[116]。
- 17日(現地時間) - 【FIFA】ザ・ベスト・FIFAフットボールアウォーズがスイスのチューリッヒでオンラインで行われ、年間最優秀選手賞にバイエルンミュンヘンのロベルト・レヴァンドフスキが初受賞[117]。
- 19日(現地時間) - 【AFC】AFCチャンピオンズリーグ2020 決勝がカタールのアルワクラで行われ、蔚山現代がペルセポリスに2 - 1で勝利し、8年ぶり2回目の優勝[118]。
- 20日 - 【Jリーグ】
  - 明治安田生命J2リーグ第42節で2位アビスパ福岡は1位徳島ヴォルティスに1 - 0で勝利し、共に勝ち点84で並んだが、得失点差で徳島ヴォルティスの初優勝が決定[119]。
  - 明治安田生命J3リーグ第34節で2位AC長野パルセイロはいわてグルージャ盛岡に0 - 2で敗れ、3位SC相模原はFC今治に2 - 0で勝利し、この結果SC相模原が2位となり、初のJ2昇格が決定[120]。
- 21日 - 【なでしこリーグ】WEリーグ発足に伴い、なでしこリーグを現在の1部、2部、チャレンジから1部、2部に再編。1部12チーム、2部8チームに変更[121]。
- 24日(現地時間) - 【FIFA】2021年に行われる予定だった2021 FIFA U-17ワールドカップと2021 FIFA U-20ワールドカップは新型コロナウィルスの感染拡大の影響で中止を発表。次回2023年の大会の開催地はそのまま引き継がれることも併せて発表[122]。
- 29日 - 【JFA】皇后杯 JFA 第42回全日本女子サッカー選手権大会決勝がサンガスタジアム by KYOCERAで行われ、日テレ・東京ヴェルディベレーザが浦和レッズレディースに4 - 3で勝利し4大会連続15回目の優勝[123]。

## クラブチームによる国際大会
UEFAヨーロッパリーグ 2019-20
- 8月21日（決勝）
  -  セビージャ（4シーズンぶり6回目）

UEFAチャンピオンズリーグ 2019-20
- 8月23日（決勝）
  -  バイエルン・ミュンヘン（7シーズンぶり6回目）

CAFチャンピオンズリーグ2019-20
- 11月27日（決勝）
  -  アル・アハリ（7年ぶり9回目）

AFCチャンピオンズリーグ2020
- 12月19日（決勝）
  -  蔚山現代（8年ぶり2回目）

CONCACAFチャンピオンズリーグ2020
- 12月22日（決勝）
  -  UANLティグレス（初優勝）

## 国内リーグ優勝クラブ

### ヨーロッパ
- フランス
  - 〈リーグ〉リーグ・アン2019-2020 - パリ・サンジェルマン（3シーズン連続9回目）[40]
- ベルギー
  - 〈リーグ〉ベルギー・ファースト・ディビジョンA（英語版）2019-2020 - クラブ・ブルッヘ（2シーズンぶり16回目）[124]
- スコットランド
  - 〈リーグ〉スコティッシュ・プレミアシップ（英語版）2019-2020 - セルティック（9シーズン連続51回目）[125]
- ドイツ
  - 〈リーグ〉ドイツ・ブンデスリーガ2019-2020 - バイエルン・ミュンヘン（8シーズン連続30回目）[126]
- イングランド
  - 〈リーグ〉プレミアリーグ2019-2020 - リヴァプールFC（初優勝。フットボールリーグ時代も含めると30シーズンぶり19回目)[127]
- ロシア
  - 〈リーグ〉ロシアサッカー・プレミアリーグ（英語版）2019-2020 - ゼニト（2シーズン連続7回目）[128]
- ポルトガル
  - 〈リーグ〉プリメイラ・リーガ（英語版）2019-2020 - ポルト（2シーズンぶり29回目）[129]
- スペイン
  - 〈リーグ〉リーガ・エスパニョーラ2019-2020 - レアル・マドリード（3シーズンぶり34回目）[130]
- トルコ
  - 〈リーグ〉スュペル・リグ（英語版）2019-2020 - バシャクシェヒル（初優勝）[131]
- イタリア
  - 〈リーグ〉セリエA (サッカー) 2019-2020 - ユヴェントス（9シーズン連続36回目）[132]

## ナショナルチームによる国際大会

### 年代別代表
AFC U-23選手権2020
- 1月8日 - 1月26日 ( タイ)
  -  韓国（初優勝）

## 日本

### クラブチームによる国内大会

#### 男子中心
天皇杯 JFA 第99回全日本サッカー選手権大会
- 決勝 1月1日・国立競技場
  - ヴィッセル神戸 2 - 0 鹿島アントラーズ
    - ヴィッセル神戸は初優勝。

FUJI XEROX SUPER CUP2020
- 2月8日・埼玉スタジアム2002
  - 横浜F・マリノス 3（延長）3 (PK 2 - 3) ヴィッセル神戸
    - ヴィッセル神戸は初優勝。

Jリーグ
- 明治安田生命J1リーグ
  - 2月21日 - 12月19日
    - 優勝 川崎フロンターレ　勝点:83
      - 川崎フロンターレは2年ぶり3回目の優勝。
- 明治安田生命J2リーグ
  - 2月23日 - 12月20日
    - 優勝 徳島ヴォルティス　勝点:84
      - 徳島ヴォルティスは初優勝。
- 明治安田生命J3リーグ
  - 6月27日 - 12月20日
    - 優勝 ブラウブリッツ秋田　勝点:73
      - ブラウブリッツ秋田は3年ぶり2回目の優勝。

第22回日本フットボールリーグ
- 7月18日 - 11月29日
  - 優勝 ヴェルスパ大分 勝点:32
    - ヴェルスパ大分は初優勝。

全国地域サッカーチャンピオンズリーグ2020
- 11月6日 - 11月23日
  - 優勝 FCティアモ枚方
    - FCティアモ枚方は初優勝

#### 学生・ユースクラブ
JFA 第23回全日本U-18女子サッカー選手権大会
- 決勝 1月7日・J-GREEN堺 S1
  - ジェフユナイテッド市原・千葉レディースU-18 2 - 1 日テレ・メニーナ
    - ジェフユナイテッド市原・千葉レディースU-18は2年振り2回目の優勝

第28回全日本高等学校女子サッカー選手権大会
- 決勝 1月12日・ノエビアスタジアム神戸
  - 藤枝順心高校（東海第2/静岡） 1 - 0 神村学園高等部（九州/鹿児島）
    - 藤枝順心は2年ぶり4回目の優勝

第98回全国高校サッカー選手権大会
- 決勝 1月13日・埼玉スタジアム2002
  - 青森山田（青森) 2 - 3 静岡学園（静岡)
    - 静岡学園は24年ぶり2回目の優勝

第28回全日本大学女子サッカー選手権大会
- 決勝 1月19日・味の素フィールド西が丘
  - 日本体育大学（関東6/神奈川）2  - 0 早稲田大学（関東2/東京）[133]。
    - 日本体育大学は2年連続18回目の優勝。

#### 女子
プレナスなでしこリーグ1部
- 7月18日 - 11月21日
  - 優勝 浦和レッドダイヤモンズ・レディース　勝点:44
    - 浦和レッズレディースは6年ぶり3回目の優勝

プレナスなでしこリーグ2部
- 7月18日 - 11月15日
  - 優勝 スフィーダ世田谷FC 勝ち点:37
    - スフィーダ世田谷FCは初優勝[134]

プレナスチャレンジリーグ
- 8月22日 - 12月20日
  - 優勝 JFAアカデミー福島 勝ち点:22
    - JFAアカデミー福島は初優勝[135]

皇后杯 JFA 第42回全日本女子サッカー選手権大会
- 決勝 12月29日・サンガスタジアム by KYOCERA
  - 日テレ・ベレーザ 4 ‐ 3 浦和レッズ・レディース　[136]
    - 日テレ・ベレーザは4大会連続15回目の優勝

#### フットサル
DUARIG Fリーグ2019/2020 ディビジョン1
- 2019年5月25日 - 2020年1月26日
  - 優勝 名古屋オーシャンズ
    - 名古屋オーシャンズは3シーズン連続12回目の優勝

Fリーグ2019/2020 ディビジョン2
- 2019年6月15日 - 2020年1月13日
  - 優勝 Y.S.C.C.横浜
    - Y.S.C.C.横浜は初優勝

## 死去
カッコ内は生年
- 1月3日 -  ナサエル・ジュラン（英語版）（* 1996年）[139]
- 1月5日 -  ハンス・チルコフスキ（* 1935年）[140]
- 1月24日 -  ロブ・レンセンブリンク（* 1947年）[141]
- 1月26日 -  カルロス・エステベス（* 1947年）[142]
- 2月1日 -  ルチアーノ・ガウッチ（イタリア語版）（* 1938年）[143]
- 2月27日 -  バウディール・エスピノーザ（* 1947年）[144]
- 3月19日 -  ピーター・ウィッティンガム（* 1984年）[145]
- 3月21日 -  ロレンソ・サンス（* 1943年）[146]
- 4月6日 -  ラドミル・アンティッチ（* 1948年）[147]
- 4月12日 -  ピーター・ボネッティ（英語版）（* 1941年）[148]
- 4月17日 -  ノーマン・ハンター（* 1943年）[149]
- 4月28日 -  マイケル・ロビンソン（英語版）（* 1958年）[150]
- 5月8日 -  トマス・カルロビッチ（英語版）（* 1946年）[151]
- 5月25日 -  バドン（* 1956年）[152]
- 6月21日 -  アーメド・ラディ（* 1964年）[153]
- 7月10日 -  ジャッキー・チャールトン（* 1935年）[154]
- 7月17日 -  シルビオ・マルソリーニ（* 1940年）[155]
- 7月30日 -  ステファン・タタウ（* 1963年）[156]
- 10月30日 -  金南春（英語版）（* 1989年）[157]
- 10月30日 - ノビー・スタイルズ（* 1942年）[158]
- 11月15日 - レイ・クレメンス（* 1948年）[159]
- 11月23日 -  アネレ・エンゴンカ（* 1987年）[160]
- 11月25日 -  ディエゴ・マラドーナ（* 1960年）[161]
- 11月28日 -  ヴィトール・オリヴェイラ（英語版）（* 1953年）[162]
- 11月29日 -  パパ・ブバ・ディオプ（* 1978年）[163]
- 12月8日 -  アレハンドロ・サベーラ（* 1954年）[164]
- 12月9日 -  パオロ・ロッシ（* 1956年）[165]
- 12月14日 -  ジェラール・ウリエ（* 1947年）[166]
- 12月19日 -  久光重貴（* 1981年）[167]